# Minyomerus imberbus
Minyomerus imberbus (лат.) — вид жуков-долгоносиков рода Minyomerus из подсемейства Entiminae. Северная Америка.

## Распространение
США, Юта, Millard County.

## Описание
Мелкие жуки-долгоносики, длина самок от 3,69 до 5,82 мм; длина рострума (хоботка) 0,45–0,61 мм. Основная окраска тела от красновато-коричневой до чёрной.
Покровы несут прижатые чешуйки (мелкие и беловатые), которые имеют субокруглую форму и сзади перекрываются; голова направлена немного вентрально; задние лапки короче, чем задние голени; на всех лапках отсутствуют подушечки щетинок, но имеются толстые шипики.  
Ассоциированы с такими растениями, как полынь (Artemisia spinescens, Asteraceae). Личинки предположительно питаются на корнях растений. 
Вид впервые описан в 2015 году американскими энтомологами Майклом Янсеном (Michael Andrew Jansen) и Нико Францем (Nico M. Franz; Arizona State University, Темпе, США).